# Гражданская улица (Пушкин)
Гражда́нская улица — улица в городе Пушкине (Пушкинский район Санкт-Петербурга). Проходит от дома 23 по Школьной улице до Леонтьевской улицы.

## История
Название появилось в начале XX века. Этимология не установлена.
Первоначально Гражданская улица проходила от Школьной улицы до Оранжерейной. Участок западнее Оранжерейной улицы был упразднен в 1950-х годах (в 1983 году там построили жилой дом), участок восточнее Школьной улицы — в 1980-х (в 1995 году там построили жилой дом, пропустивший Гражданскую улицу через свою арку), участок восточнее Леонтьевской — 20 июля 2010 года (в 1995 году там построили жилой дом, пропустивший Гражданскую улицу через свою арку; до недавнего времени там оставались два дома, пронумерованные по Гражданской, — 38 и 48, а в 2014 году на месте дома 48 был построен новый, получивший адрес: Оранжерейная улица, 48).

## Перекрёстки
- Церковная улица
- Леонтьевская улица